# فرودگاه شهری الپین–کاس پاریس
فرودگاه شهری الپین-کاس پاریس (به انگلیسی: Alpine-Casparis Municipal Airport) یک فرودگاه همگانی بهره‌برداری هوایی با کد یاتا ALE است که یک باند فرود آسفالت دارد و طول باند آن ۱۸۳۰ متر است. این فرودگاه در شهر آلپاین (تگزاس) کشور ایالات متحده آمریکا قرار دارد و در ارتفاع ۱۳۷۶ متری از سطح دریا واقع شده است.